# Temporada de challengers da WTA de 2013
A temporada de challengers da WTA de 2013 foi o circuito secundário das tenistas profissionais organizado pela Associação de Tênis Feminino (WTA) para o ano em questão. O análogo masculino é o ATP Challenger Tour, e define-se como transição ao tênis de elite.
Situa-se abaixo do calendário principal e acima do circuito feminino da ITF.

## Calendário

### Países
| Torneios | País(es) | País(es) |
| -------- | -------- | -------- |
| 3        | China    | China    |
| 1        | Colômbia | Taiwan   |

### Mudanças
- Torneio(s):
  - Debutantes: Hiroshima, Liampó, Nanquim e Suzhou;
  - Extintos: Pune.

### Semana a semana

#### Legenda
Abaixo estão exemplos, com explicações usando o elemento dica de contexto. Basta passar o cursor sobre cada linha pontilhada para lê-las.
| Semana de     | Torneio                                                                                    | Campeã(s)             | Vice-campeã(s)        | Resultado        |
| ------------- | ------------------------------------------------------------------------------------------ | --------------------- | --------------------- | ---------------- |
| 29 de outubro | OEC Taipei WTA Ladies Open · Taipé, Taiwan · US$ 125.000 – carpete (coberto) – 32S•16Q•16D | jogadora 1            | jogadora 2            | 7–61, 56–7, 6–4  |
| 29 de outubro | OEC Taipei WTA Ladies Open · Taipé, Taiwan · US$ 125.000 – carpete (coberto) – 32S•16Q•16D | jogadora 3 jogadora 4 | jogadora 5 jogadora 6 | 4–6, 6–4, [11–9] |

| Ordenação dos torneios | Quando mais de um torneio acontecer durante a semana: 1. Cidade (A-Z) |

| Ícones | Clicável      |                                        |                                           |
| Ícones | Clicável      | edição do torneio                      |                                           |
| Ícones | Não-clicáveis |                                        | primeiro título conquistado na modalidade |
| Ícones | Não-clicáveis | o(a) jogador(a)/país defendeu o título |                                           |

#### Torneios
| Semana de       | Torneio                                                                                           | Campeã(s)                             | Vice-campeã(s)                         | Resultado        |
| --------------- | ------------------------------------------------------------------------------------------------- | ------------------------------------- | -------------------------------------- | ---------------- |
| 11 de fevereiro | Copa Bionaire Cáli, Colômbia US$ 125.000 – saibro – 32S•15Q•16D                                   | Lara Arruabarrena-Vecino              | Catalina Castaño                       | 6–3, 6–2         |
| 11 de fevereiro | Copa Bionaire Cáli, Colômbia US$ 125.000 – saibro – 32S•15Q•16D                                   | Catalina Castaño Mariana Duque Mariño | Florencia Molinero Teliana Pereira     | 3–6, 6–1, [10–5] |
| 5 de agosto     | Caoxijiu Suzhou Ladies Open Suzhou, China US$ 125.000 – duro – 32S•16Q•16D                        | Shahar Pe'er                          | Zheng Saisai                           | 6–2, 2–6, 6–3    |
| 5 de agosto     | Caoxijiu Suzhou Ladies Open Suzhou, China US$ 125.000 – duro – 32S•16Q•16D                        | Tímea Babos Michaëlla Krajicek        | Han Xinyun Eri Hozumi                  | 6–2, 6–2         |
| 23 de setembro  | Yinzhou Bank Cup International Women's Tennis Open Liampó, China US$ 125.000 – duro – 32S•16Q•16D | Bojana Jovanovski                     | Zhang Shuai                            | 76–7, 6–4, 6–1   |
| 23 de setembro  | Yinzhou Bank Cup International Women's Tennis Open Liampó, China US$ 125.000 – duro – 32S•16Q•16D | Chan Yung-jan Zhang Shuai             | Irina Buryachok Oksana Kalashnikova    | 6–2, 6–1         |
| 28 de outubro   | Nanjing Ladies Open Nanquim, China US$ 125.000 – duro – 32S•16Q•16D                               | Zhang Shuai                           | Ayumi Morita                           | 6–4, ab.         |
| 28 de outubro   | Nanjing Ladies Open Nanquim, China US$ 125.000 – duro – 32S•16Q•16D                               | Misaki Doi Xu Yifan                   | Yaroslava Shvedova Zhang Shuai         | 6–1, 6–4         |
| 4 de novembro   | OEC Taipei WTA 125K Series Taipé, Taiwan US$ 125.000 – carpete (coberto) – 32S•16Q•16D            | Alison Van Uytvanck                   | Yanina Wickmayer                       | 6–4, 6–2         |
| 4 de novembro   | OEC Taipei WTA 125K Series Taipé, Taiwan US$ 125.000 – carpete (coberto) – 32S•16Q•16D            | Caroline Garcia Yaroslava Shvedova    | Anna-Lena Friedsam Alison Van Uytvanck | 6–3, 6–3         |

## Distribuição de pontos
A distribuição de pontos para torneios 125K em 2013 foi definida:
| Evento                                            | T   | F   | SF | QF | R16 | R32 | R64 | R128 | Q | Q3 | Q2 | Q1 |
| ------------------------------------------------- | --- | --- | -- | -- | --- | --- | --- | ---- | - | -- | -- | -- |
| Simples + H: 32 principal; 8 ou 16 qualificatório | 160 | 117 | 85 | 44 | 22  | 1   | –   | –    | 6 | –  | 4  | 1  |
| Duplas + H: 16                                    | 160 | 117 | 85 | 44 | 22  | 1   | –   | –    | – | –  | –  | –  |
| Duplas + H: 8                                     | 160 | 117 | 85 | 44 | 1   | –   | –   | –    | – | –  | –  | –  |